# Здесь Ах Пуч
«Здесь Ах Пуч» (англ. Ah Pook is Here) — произведение американского писателя-битника Уильяма Берроуза, ставшее плодом его сотрудничества с художником Малькольмом Макниллом. Работа над ним началась в начале 1970-х годов, когда Берроуз жил в Лондоне, а Макнилл заканчивал последний класс художественной школы. Первые фрагменты «Здесь Ах Пуч» появлялись в виде комикс-сериала The Unspeakable Mr. Hart в журнале Cyclops. Когда журнал прекратил публикацию, Берроуз и Макнилл решили развить идею до книги.
После года доработки графический роман разросся с 11 до 50 страниц. Кроме того, сменилось название произведения — в нём появился персонаж мифологии майя, бог смерти Ах Пуч. Долгое время не удавалось опубликовать произведение; наконец, оно было издано в 1979 году, после семи лет поиска издателя.
В 1994 году по роману был снят мультфильм.